# Михальченко Олександр Михайлович
Михальченко Олександр Михайлович (нар. 1914 (за іншими даними — 1915), Херсон, Російська імперія — пом. 1970, Одеса, УРСР) — радянський футболіст та тренер, виступав на позиції воротаря.

## Кар'єра гравця
Вихованець херсонської ДЮСШ. Футбольну кар'єру розпочав в херсонських клубах. У 1936 році став гравцем «Динамо». У футболці одеського клубу дебютував 24 травня 1946 року в програному (0:1) домашньому поєдинку 1-го туру Групи «В» чемпіонату СРСР проти харківського «Спартака». Олександр вийшов на поле в стартовому складі та відіграв увесь матч. Протягом двох років виступав у третьому дивізіоні радянського чемпіонату. За підсумками сезону 1937 року «Динамо» завоювало путівку до вищого дивізіону радянського чемпіонату. У Показових матчах команд майстрів (тодішня назва вищого дивізіону СРСР) дебютував 12 травня 1938 року в нічийному (1:1) виїзному поєдинку 1-го туру проти ленінградського «Динамо». Михальченко вийшов на поле в стартовому складі та відіграв увесь матч. Загалом у складі динамівської команди провів 5 сезонів, за цей час у чемпіонатах СРСР зіграв понад 50 поєдинків.
У 1940 році призваний до армії, військову службу почав проходити в складі ЦБЧА, але так і не зіграв жодного офіційного матчу. З початком Німецько-радянської війни на фронті. Нагороджений медаллю «За перемогу над Німеччиною у Великій Вітчизняній війні 1941—1945 рр.» (1945).
По завершенні війни відновив кар'єру футболіста. У 1945 році виступав за МВО. Потім повернувся до одеси, де півтора сезони відіграв у місцевому «Харчовику». Основним воротарем так і не став. За півтора сезони зіграв у 17-ти матчах класу Б чемпіонату СРСР. Футбольну кар'єру завершив 1947 року в херсонському «Спартаку».

## Кар'єра тренера
По завершенні кар'єри гравця розпочав тренерську діяльність. У 1948 та 1949 році тренував команди автомеханічного технікому Одеси. Також тренував дітей в одеській ФШМ. Серед його вихованців — Володимир Щегольков.

## Стиль гри
|                    | Гарна реакція, надійність. Краще грав на лінії воріт, аніж на виходах. Неврівноважений характер часто спричиняв видалення футболіста з поля |
| — С.Р. Роздорожнюк | |